# Скрягин, Георгий Сергеевич

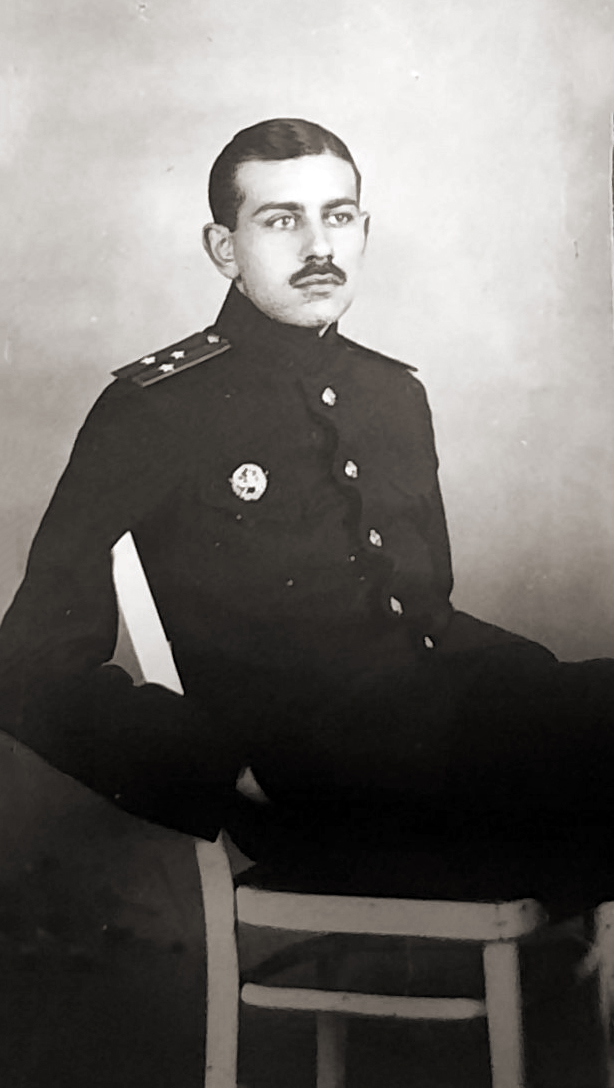
Фото Г. С. Скрягина.

Георгий Сергеевич Скрягин (18 января 1887, Санкт-Петербургская губерния, Российская империя — 1923) — российский и советский морской лётчик, лейтенант, участник Первой мировой войны и Гражданской войны, командующий авиацией Балтийского флота.

## Биография
Родился 18 января 1887 года в семье морских офицеров, потомственных дворян Таврической губернии. Уроженец Санкт-Петербургской губернии. Отец — Сергей Александрович Скрягин (1844—1906) капитан 1-го ранга, с 1900 года — контр-адмирал. Мать — Александра Афанасьевна Иеромузо, дочь контр-адмирала Афанасия Константиновича Иеромузо.
Окончил Морской кадетский корпус. В 1909-1910 гг. служил на крейсере «Аврора». Но побывав осенью 1910 года на Всероссийском празднике воздухоплавания, молодой флотский офицер написал прошение о переводе его в новый вид войск. Окончил теоретические авиационные курсы при Санкт-Петербургском политехническом институте. Для обучения полётам направлен в Севастопольскую школу авиации. 17 июля 1914 года успешно окончил школу, пролетев на самолете системы А. Фармана. В 1915 году получил звание «военного лётчика». В годы Первой мировой войны воевал на Балтике. Произведён в лейтенанты 6 декабря 1913 года. 3 мая 1916 года морской лётчик Георгий Скрягин получил назначение создать и возглавить отряд гидроавиации на Чудском озере, затем вместе с отрядом 18 июня 1916 года был переведён в Кронштадтскую крепость.
После революции перешёл на сторону большевиков и добровольно вступил в ряды РККА. В годы Гражданской войны служил на Северном флоте в Оперативном отделе флота. Служил командиром различных авиационных и речных соединений на Северной Двине. В 1920 году окончил Морскую академию и оставлен в ней преподавателем. Преподавал тактику морской авиации, создал в академии авиационный отдел. Опубликовал несколько научных статей. В 1923 году награждён высшей на то время наградой — орденом Красного Знамени и получил назначение командующим авиацией Балтийского флота.
Был женат и имел троих детей.
Георгий Сергеевич Скрягин скоропостижно скончался в 1923 году в возрасте 36 лет.

## Награды
- Медаль «В память 300-летия царствования дома Романовых» (1913)
- Медаль «В память 200-летия морского сражения при Гангуте» (1915)
- Кавалер ордена Красного Знамени (1923)